# Gerry Mulligan

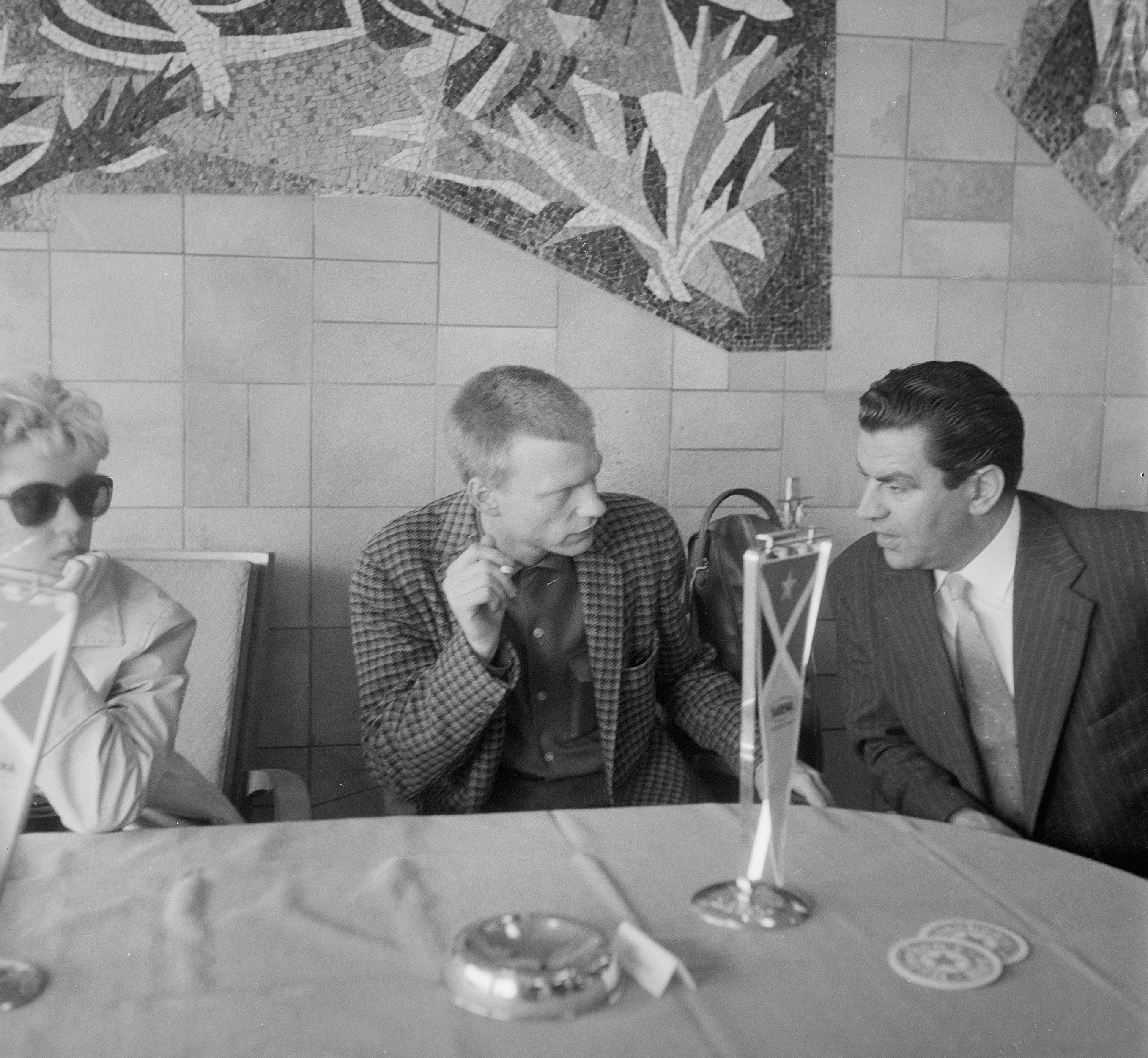
Mulligan (midden) op Schiphol (1957)

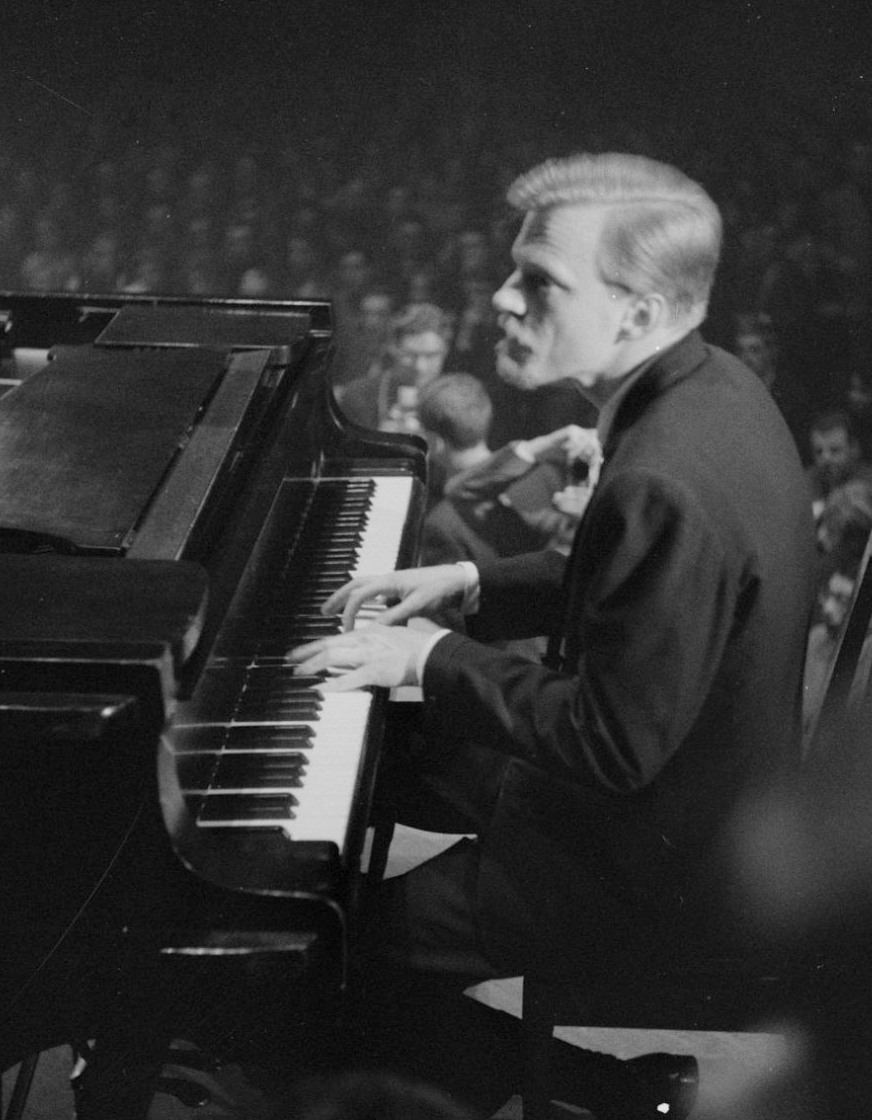
Mulligan in het Concertgebouw (1960)

Gerald Joseph (Gerry) Mulligan (New York, 6 april 1927 – Darien, 20 januari 1996) was een Amerikaans jazzsaxofonist, klarinettist, componist en arrangeur. Hij geldt als een van de toonaangevende baritonsaxofonisten uit de jazzgeschiedenis, met name uit de periode van de cooljazz. Hij werkte samen met onder anderen Claude Thornhill, Miles Davis, Stan Kenton, Paul Desmond en Chet Baker. Mulligan was ook een ervaren pianist.

## Biografie

### Jonge jaren
Mulligan werd geboren in Queens, als zoon van George en Louise Mulligan. Zijn vader was van Ierse komaf en zijn moeder was half-Iers, half-Duits. Mulligan had drie oudere broers: George, Phil en Don. George Mulligan werkte als monteur, waardoor de familie vaak moest verhuizen.
Om haar te helpen bij de opvoeding van haar kinderen, huurde Mulligans moeder een Afro-Amerikaanse kinderjuffrouw in, genaamd Lily Rose. Bij haar thuis maakte hij kennis met pianomuziek. Ook maakte hij bij haar thuis kennis met enkele Afro-Amerikaanse muzikanten.
Op veertienjarige leeftijd begon Mulligan met het spelen van klarinet. Tevens ging hij saxofoon spelen voor enkele dancebands. Tijdens zijn verblijf aan de West Philadelphia Catholic High School for Boys richtte Gerry een bigband op voor studenten. Hiervoor schreef hij zelf nummers. Hij maakte de middelbare school niet af, omdat hij liever een carrière wilde opbouwen bij een rondreizende band. Na drie maanden met een band te hebben rondgereisd, begon Mulligan samen te werken met Elliot Lawrence.
In januari 1946 verhuisde Mulligan weer naar New York, waar hij zich bij de band van Gene Krupa voegde.

### Carrière
In september 1948 ging Mulligan liederen schrijven voor een band gevormd door Miles Davis. Deze band speelde een handvol liveoptredens. De groep bracht een album uit getiteld Birth of the Cool. Tussen 1949 en 1951 speelde Mulligan een paar keer mee met trombonist Kai Winding. In september 1951 nam Mulligan zijn eerste eigen album op: Mulligan Plays Mulligan.
In het voorjaar van 1952 vertrok Mulligan met zijn vriendin, pianiste Gail Madden, naar Los Angeles. Hier kon hij aan het werk als arrangeur voor Stan Kentons orkest. Tevens leerde hij hier Chet Baker, Bob Whitlock en Chico Hamilton kennen. Samen richtten ze een muziekkwartet op, dat vooral bekend werd door jazzimprovisaties. Aan het bestaan van de groep kwam abrupt een einde toen Mulligan in 1953 werd gearresteerd wegens drugsbezit. Hij zat een celstraf van zes maanden uit.
Na zijn celstraf zette hij het kwartet voort met trombonist Bob Brookmeyer als vervanger van Baker. Dit kwartet bleef de kern van Mulligans bands en muziekformaties tijdens de jaren vijftig. Andere artiesten die vaak meespeelden, waren Jon Eardley, Art Farmer, Zoot Sims, Al Cohn en Lee Konitz. Mulligan speelde ook geregeld solo op festivals.
In het voorjaar van 1960 vormde Mulligan zijn eerste 'Concert Jazz Band'. Deze band was een poging van Mulligan om het oude bigbandgenre in een kleiner formaat nieuw leven in te blazen. De omvang en leden van de band varieerden sterk in de loop der tijd. De band bleef actief tot 1964 en bracht vijf albums uit onder het label Verve Records.
In 1971 creëerde Mulligan zijn meest significante werk voor een bigband: het album The Age of Steam.

### Later leven
In de jaren zeventig en tachtig hield Mulligan zich ook bezig met muziek voor orkesten. Zo probeerde hij een repertoire van baritonsaxofoonmuziek voor orkesten te promoten. In 1973 schreef hij samen met Frank Proto een saxofoonconcert dat werd opgevoerd tijdens het Cincinnati Symphony. Hij schreef in 1977 de filmmuziek voor Alain Corneaus thriller La Menace. In juni 1984 kwam Mulligan met zijn eerste orkestwerk: Entente for Baritone Saxophone and Orchestra, uitgevoerd met het Filarmonia Venetia.
De rest van zijn leven bleef Mulligan zich bezighouden met zowel jazz als orkestmuziek. In juni 1988 werd hij uitgenodigd op het Glasgow International Jazz Festival.
Mulligans laatste werk was Dragonfly, opgenomen in de zomer van 1995. Mulligan overleed op 20 januari 1996 aan de gevolgen van leverkanker en complicaties die waren opgetreden na een knieoperatie.

## Prijzen
- 1981 - Grammy Award
- Grammynominaties voor de albums The Age of Steam, For an Unfinished Woman en Soft Lights and Sweet Music
- 1982 - Het album Birth of the Cool komt in de Grammy Hall of Fame
- 1982 - Connecticut Arts Award
- 1984 - Viotti Prize (Vercelli, Italy)
- 1984 - Opname in de Big Band en Jazz Hall of Fame
- 1988 - Duke Ellington Fellow aan Yale University
- 1989 - Ontvangt de sleutels van de stad Trieste, Italië
- 1990 - Philadelphia Music Foundation Hall of Fame
- 1991 - American Jazz Hall of Fame
- 1992 - Lionel Hampton School of Music Hall of Fame
- 1992 - Gastcomponist op het Mertens Contemporary American Composer's Festival, University of Bridgeport, Connecticut
- 1994 - Down Beat Jazz Hall of Fame
- 1995 - Artists Committee for the Kennedy Center Honors for the Performing Arts

- Bibsys: 90619109
- Biblioteca Nacional de España: XX867421
- Bibliothèque nationale de France: cb138977969 (data)
- CiNii: DA09358116
- Gemeinsame Normdatei: 134469100
- International Standard Name Identifier: 0000 0000 8101 4850
- Library of Congress Control Number: n82153045
- Nationale Bibliotheek van Letland: 000080334
- MusicBrainz: 68f19808-1f7b-46d4-bd1d-71aaf0f6b267
- Nationale Bibliotheek van Tsjechië: ola2002153728
- Nationale bibliotheek van Australië: 35320298
- Nationale Bibliotheek van Israël: 987007345778305171
- Nationale Bibliotheek van Polen: a0000002338554
- Nationale en Universitaire bibliotheek Zagreb: 000226709
- Nederlandse Thesaurus van Auteursnamen: 070533962
- PIC: 296191
- Réseau des bibliothèques de Suisse occidentale: 02-A003618075
- Istituto Centrale per il Catalogo Unico: RAVV244406
- LIBRIS: 282124
- SNAC: w66m3d6p
- Système universitaire de documentation: 075649977
- Trove: 910559
- Virtual International Authority File: 22328253
- WorldCat: E39PBJk93vpTWWc8fWXP9hD8YP